# مافيس بوسي
مافيس بوسي (بالإنجليزية: Mavis Pusey)‏ (17 سبتمبر 1928 - 20 أبريل 2019): فنانة تجريدية أمريكية من أصل جامايكي. كانت طبّاعة ورسامة عُرفت بلوحاتها ذات الحواف الصلبة غير التمثيلية. وجدت بوسي الإلهام في البناء الحضري. كانت رائدة في التجريد، وقد أنجزت أعمالًا مستوحاة من تغير المناظر الطبيعية المستمر.

## سيرة حياتها
وُلدت بوسي في 17 سبتمبر 1928 في ريتريت، جامايكا، وتوفي والداها عند ولادتها. تعلمت بوسي الحياكة وتفصيل الفساتين من عمتها في سن التاسعة. فكانت أول وظيفة تشغلها في مصنع ملابس في كينغستون. انتقلت بوسي إلى نيويورك في سن 18 للحصول على درجة تصميم الأزياء في مدرسة ترافاغين للأزياء في نيويورك. تركت بوسي المدرسة بعد عامين نظرًا إلى الصعوبات المالية، وعملت في متجر ألبسة للزفاف. بعد ذلك التحقت بدورات للفنون الجميلة في رابطة طلاب الفن في نيويورك وهي مؤسسة تماشت مع ساعات عملها، ما أتاح لها فرصة دعم نفسها ماديًا. حظيت بوسي بمنحة دراسية في هذه المؤسسة من مؤسسة فورد، فتمكنت من الالتحاق بدورات والدراسة على يد رسام مثل هاري سترنبيرغ وطبّاع فني مثل ويل بارنيت. بفضل دراستها على يد بارنيت قُدّمت بوسي إلى عالم الفن الحديث ودُفعت إلى استمرار عملها في الرسم. عندما انتهت صلاحية تأشيرتها الدراسية بعد أربع سنوات من الدراسة في الرابطة، انتقلت بوسي إلى إنجلترا للعيش مع أخويها في لندن وأكملت تعليمها. 

## حياتها المهنية
انتقلت بوسي إلى باريس في عام 1968، وافتُتح أول معرض فردي في جاليري لويس سولانجيس في باريس، فرنسا. عملت بوسي مع بيرجيت سكيولد، وهي مطبعة سويدية وفنانة حديثة. شهدت بوسي في الفترة التي سكنت باريس فيها  أحداث مايو 1968 في فرنسا، ما ألهم كثيرًا من أعمالها وأهم مطبوعاتها اللافتة، باريس مايو يونيو (1968). عادت بوسي إلى أمريكا، وبرزت أعمالها في معرض جماعي عام 1971 للفنانين السود المعاصرين في أمريكا في متحف ويتني للفن الأمريكي. شارك أحد الأعمال التي عُرضت في معرض 1971 (العمل دوجيجا ذا الحجم الكبير 1970) أيضًا في معرض 2017، المجالات المغناطيسية: توسعة التجريد الأمريكي من الستينيات إلى اليوم، في متحف كيمبر للفن المعاصر. 
أصبحت بوسي معلمة في عدة مؤسسات، مثل ذا نيو سكول، وأكاديمية بنسلفانيا للفنون الجميلة، وجامعة روتجرز. انتقلت بوسي إلى أورانج، فيرجينيا في عام 1988 وأصبحت معلمة في مدرسة وود بيري فورسيت، وهي مدرسة داخلية للأولاد. 
تشارك أعمال بوسي في المجموعات الدائمة لمجموعة كوكرين في لاغرانغ في جورجيا، ومتحف برمنجهام للفن في ألاباما، ومتحف هارلم، ومتحف الفن الحديث في نيويورك، والمتحف الوطني لتاريخ الأمريكيين الأفارقة وثقافتهم في واشنطن العاصمة. 

## حياتها الشخصية ووفاتها
تدهورت الحالة الصحية لبوسي في عام 2011، وكانت تحت رعاية مقاطعة أورانج للعمل الاجتماعي. توفيت بوسي في سن 90 في 20 أبريل 2019 في فالموث، فرجينيا. حافظت إيفون بالمر على اسم بوسي. وما زالت أعمالها تشارك في مجموعات فنية متعددة على مستوى الولايات المتحدة.

## المجموعات الفنية
لدى مافيس بوسي أعمال في مجموعات فنية متنوعة في المتاحف على محيط الولايات المتحدة، مثل:
- الفن البصري والتجربة الأمريكية.
- المعرض الفني الافتتاحي في المتحف الوطني لتاريخ الأمريكيين الأفارقة وثقافتهم في واشنطن العاصمة.
- مجموعة كوكلين في لاغرانغ، جورجيا.
- متحف برمنغهام للفن في برمنغهام، ألاباما.
- متحف هارلم، نيويورك.
- متحف سووب للفنون في تير هوت، الهند.
- كلية توغالو في توغالو، ميسيسبي.
- متحف شيلدون للفنون في لنكن، نبراسكا.
- متحف الفن الحديث للفنون في مانهاتن، نيويورك.[8]